# Atak floty duńskiej na Puck 1571
Atak floty duńskiej na Puck – akcja, która miała miejsce 29 lipca 1571 w Pucku zakończona uprowadzeniem kilkunastu jednostek polskiej floty kaperskiej do Kopenhagi.

## Tło
Po zakończeniu I wojny północnej floty szwedzka i polska nadal zwalczały kierującą się do Carstwa Rosyjskiego żeglugę narewską. Obie floty unikały jednak bezpośredniego atakowania jednostek marynarki duńskiej. Dania traktując działalność polskiej floty kaperskiej na równi z piractwem, podjęła działania przeciwko polskim kaprom, próbując nie dopuścić do umocnienia się Polski na Bałtyku.

## Atak
W lipcu 1571 na wody Zatoki Gdańskiej wpłynęła eskadra 8 okrętów duńskich dowodzonych przez admirała Franka. 29 lipca pod Helem okręty duńskie zniszczyły dwa polskie okręty kaperskie próbujące się schronić na wodach przybrzeżnych. Następnie Duńczycy wysadzili desant na Mierzei Helskiej, nie napotykając oporu. Flota duńska wpłynęła do Zatoki Puckiej, gdzie cumowało 13 okrętów kaperskich ze zdobytymi przez nie 5 statkami. Duńczycy złamali opór nielicznych załóg polskich, zdobyli wszystkie okręty, wyprowadzili je z portu i wszystkie jednostki uprowadzili do Kopenhagi. W wyniku tej akcji polska flota kaperska straciła prawie połowę jednostek.

## Epilog
Pod koniec sierpnia 1571 okręty duńskie ponownie pojawiły się na wodach Zatoki Gdańskiej. Uprzedzone jednak okręty polskie zdążyły tym razem opuścić Puck i schroniły się w Gdańsku. Duńczycy przez dwa tygodnie blokowali wejście do portu gdańskiego, żądając wydania okrętów kaperskich. Rada miejska Gdańska nie spełniła ich żądań, co posłużyło Duńczykom za pretekst do ogłoszenia blokady portu gdańskiego. W jej ramach zagarnęli 20 statków gdańskich i zatrzymali w Sundzie 34 statki podążające do Gdańska. 